# Зайд абу Зайд
 Зайд Абу Зайд (ابو زيد, ок. 1195, Баэса — 1269, Архелита) — последний альмохадский губернатор Валенсии в Испании (1224—1228).
Полное имя — Абу Зайд Абд аль-Рахман бен Абу Абд Аллах Мухаммад бен Абу Хафс Умар бен Абд аль-Муин.

## Биография
Родился около 1195 года в Баэсе. Альмохадский принц, правнук Абд аль-Мумина (1101—1163), первого халифа Альмохадского халифата (1146—1163). Около 1224 года Зайд абу Зайд унаследовал должность губернатора Валенсии от своего дяди Абу Абдаллаха Мухаммада.
На момент смерти альмохадского халифа Абд аль-Мумина (1213—1224) в 1224 году Зайд ибн Зайд получил полную автономию благодаря последовавшей династической борьбе в халифате Альмохадов. Однако из-за своего положения в окружении врагов, в 1225 году Зайд решил объявить себя вассалом короля короля Кастилии Фердинанда III . В 1227 году он признал Абу Ала аль-Мамуна, бывший губернатора Кордовы и Севильи, в качестве законного халифа Альмохадского халифата (1229—1232). В 1228 году Зайд восстановил замки Вильяэрмоса-дель-Рио и Бехис на севере тайфы Валенсия, которые раньше были заняты арагонцами. Мухаммад ибн Юсуф ибн Наср поднимает восстание в Мурсии и вскоре становится первым султаном Гранады, признавая верховную власть Аббасидов и разрушая единство Альмохадского халифата. В том же 1228 году в Валенсии произошло восстание, во главе которого встал Зайян ибн Марданиш, потомок правителя Мурсии Мухаммада ибн Марданиса. 24 января 1229 года Зайян ибн Марданиш вступил в Валенсию, провозгласив первенство Аббасидов перед Альмохадами. Зайд абу Зайд вынужден был бежать в Сегорбе, а оттуда в Арагон, где он получил от короля Хайме I Завоевателя право вторгнуться на мусульманскую территорию Валенсии.
В 1229 году, после изгнания из Валенсии, перешедшей под контроль Зайяна ибн Марданиша, Зайд абу Зайд подписал вассальное соглашение с арагонским королём Хайме I, по которому король Арагона даёт ему разрешение завоёвывать и заселять столько мест и замков, сколько он получит на мусульманской территории Валенсии, в обмен на четверть арендной платы. В 1232 году Зайд абу Зайд и король Арагона Хайме Завоеватель заключили новое соглашение в Теруэле. Абу Зайд был заметным союзником Хайме Завоевателя в его борьбе за завоевание валенсийских земель, в которой он принимает участие, предоставляя арагонцам собственные военные отряды.
В 1236 году Зайд абу Зайд перешёл в католическую веру, приняв испанское имя Висенте Бельвис. Этот факт, однако, Зайд держало в тайне до падения Валенсии. Под покровительством Хайме Завоевателя Зайд абн Зайд владел сеньорией над несколькими населёнными пунктами на востоке Валенсии, за Сьерра де Эспадан, которыми после его смерти унаследовал его сын Фернандо.
Хотя Зайд ибн Зайд продолжал использовать титул эмира Валенсии, пока король Арагона Хайме I не вступил в город в 1238 году, после этого он всегда действовал как истинный христианский феодал и приверженец короля, с которым он подписал вассальный пакт в Калатаюде 20 апреля 1238 года. На службе у короля Хайме он участвовал в завоевании королевства Валенсия: сначала Теруэля, затем во время завоевания столицы, а затем, взяв своё войско на юг, где он завоевал Иби в 1244 году, замки Касталью, Ониль, Тиби, Орчету и Торрес-Торрес.
Под защитой Хайме I он владел мавританским поместьем Альто-Михарес, которое завещал своему сыну Фернандо. Он получил многочисленные королевские дарения: в 1236 году виллы Рикла и Магальон, в 1238 году поместье де ла Уэрта де Валенсия и дома в городе, в 1239 году виллу Ганалур и поместье Альдая.
27 января 1243 года Абу Зайд принял вассальную зависимость от Эксимена Переса и его сына Бласко (? — 1273/1274) и предоставил им замок Аренос, чтобы командовать своими военными силами и в качестве приданого за свадьбу Бласко с его дочерью Альдой Феррандес Аба-Омахет (1238—1299/1300).
Смерть Абу-Зайда наступила в конце 1269 года. Его дети и родственники получили важное наследство и, будучи родственниками арагонской знати, стали также христианскими сеньорами.